# Subbotniks
Els subbotniks (rus: Субботники, literalment, Subbotniki") són un dels organismes religiosos coneguts amb el nom de "sectes cristianes judaïtzants". Els subbotniks inicialment diferien molt poc d'altres societats jueves. Va aparèixer per primera vegada durant el regnat de Caterina II de Rússia, cap al 1780. Segons informes oficials del govern imperial, la majoria dels seguidors de la secta mantenia el brit milah, creia en el monoteisme absolut en comptes de la Santíssima Trinitat cristiana, va acceptar només la Bíblia hebrea, i va observar el dissabte en comptes de diumenge. Segons la mateixa font, alguns d'ells, com, per exemple, els subbotniks de Moscou, no es circumcidaven i creien en Jesús, en relació amb ell només com un sant profeta i no com el fill Déu. Altres grups haurien esperat l'arribada del Messies com a rei de la terra. Després de la caiguda de la Unió Soviètica, molts Subbotniks van fer alià, de Rússia cap Israel, com a part de l'èxode de més d'un milió de jueus russos.